# 阿塔普埃尔卡山
阿塔普埃尔卡山 （西班牙語：Sierra de Atapuerca）是西班牙北部一个古老的喀斯特山脉，位于布尔戈斯省以东的阿塔普埃尔卡镇附近，该地区一组洞穴中挖掘的化石和石器是西欧迄今为止已发现的最早的人亚科遗迹。

## 阿塔坡卡考古遗址

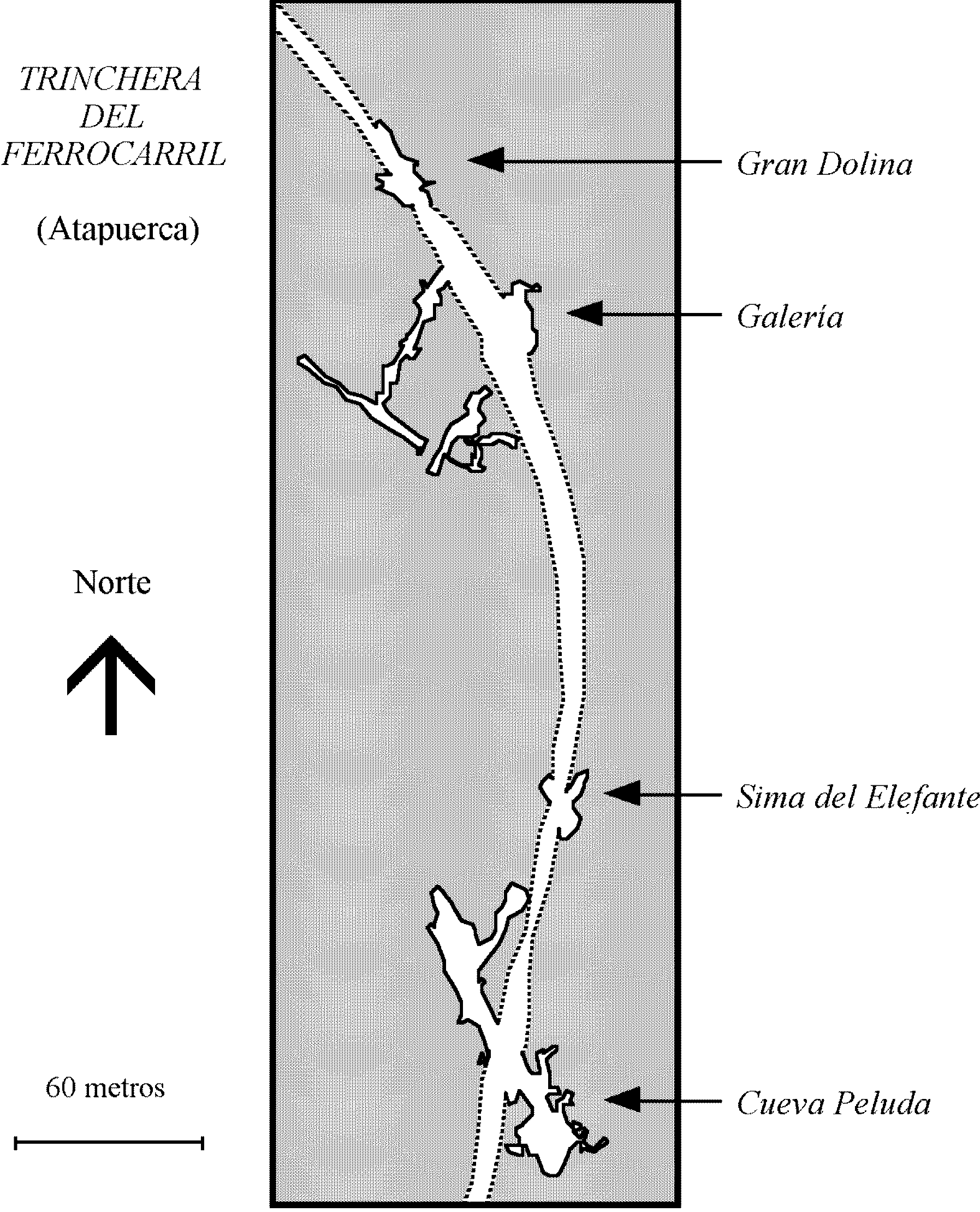
几个遗址间的火车轨道图

该地区的遗址是在修建火车轨道期间被发现的。1964年，弗朗西斯科·霍尔达·塞尔达开始系统性挖掘，发现了跨越很多年代的人类遗迹，从早期人类例如海德堡人到青铜器时代，直到现代人。遗址里还发现了石器。1978年到1990年间，埃米利亚诺·阿吉雷率领一支队伍挖掘了该遗址。2000年，阿塔普埃尔卡山考古遗址被列入世界遗产。

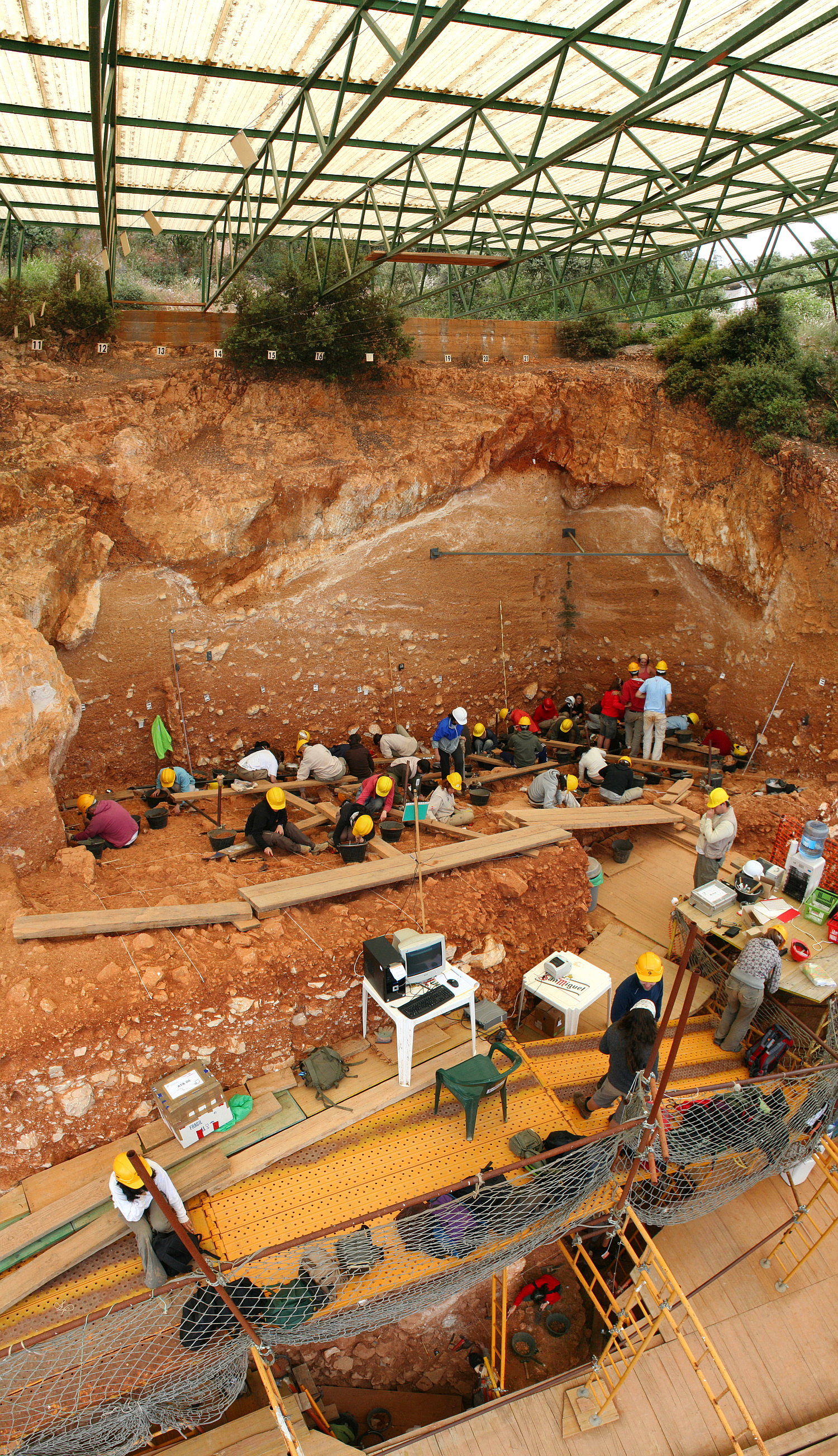
阿塔坡卡格兰多利纳遗址挖掘现场

## 图集

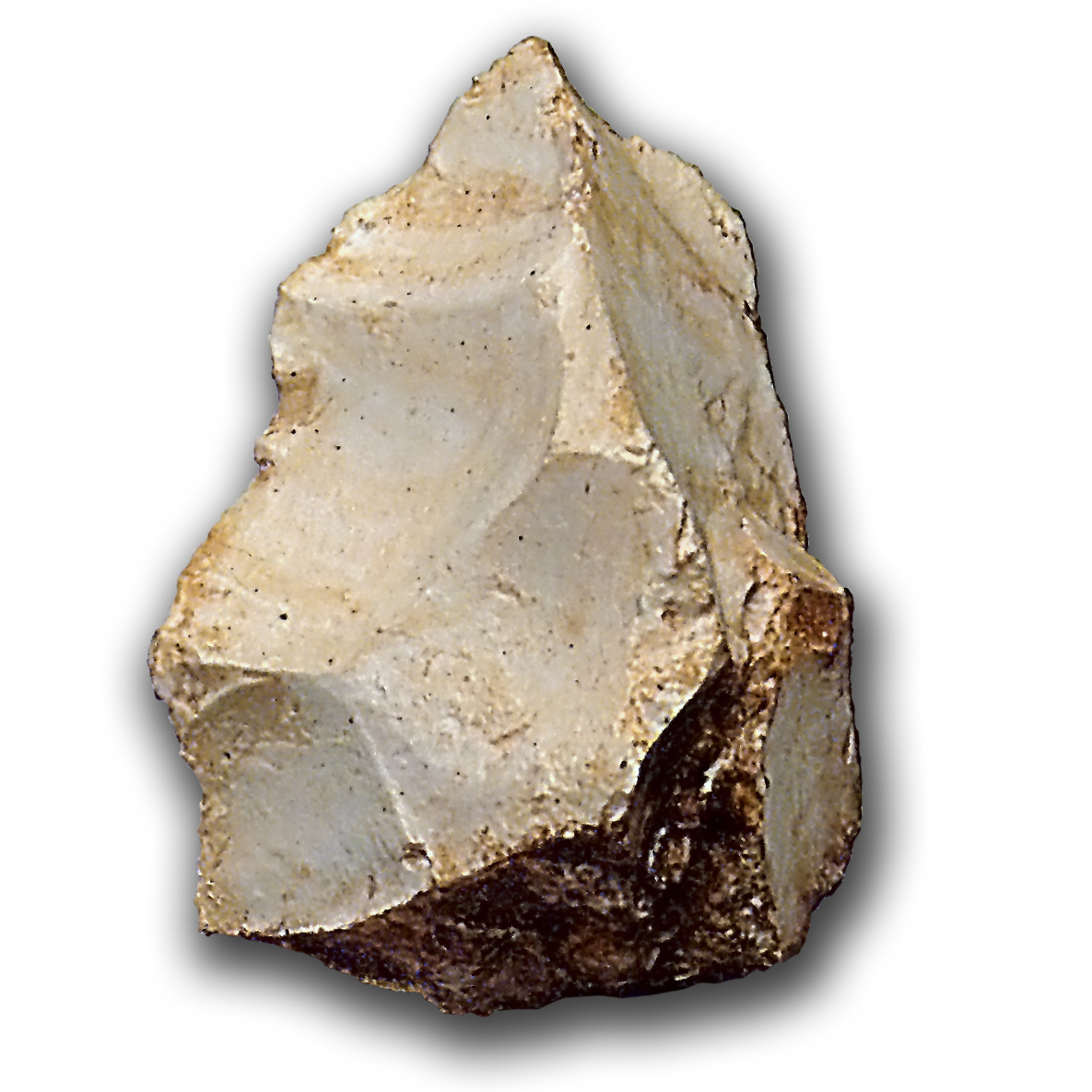
燧石
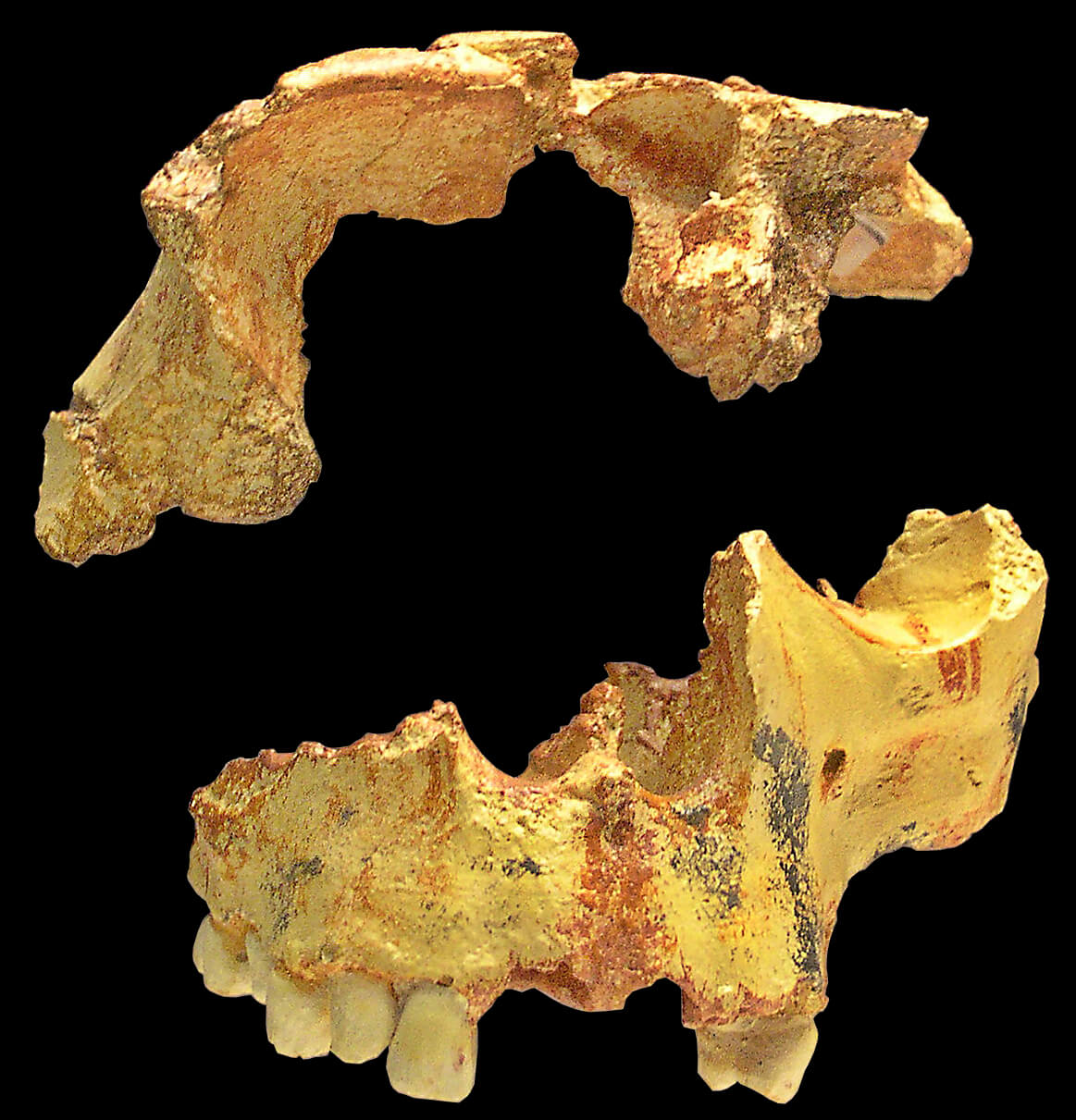
前人残缺颅骨
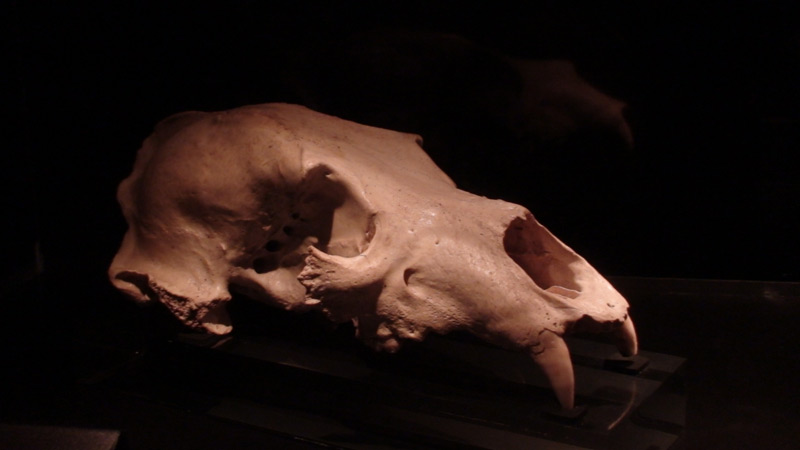
食肉动物颅骨
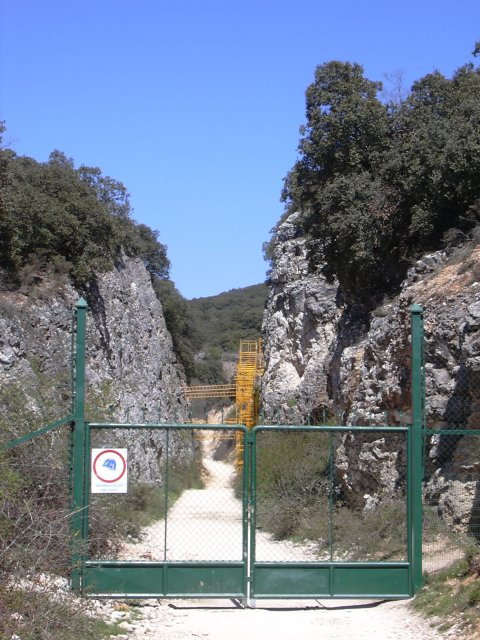
首次发现化石的位置